# Joppa quadrinotata
Joppa quadrinotata là một loài tò vò trong họ Ichneumonidae.